# Initiative populaire « pour la protection des régions alpines contre le trafic de transit »
L'initiative populaire fédérale « pour la protection des régions alpines contre le trafic de transit » est une initiative populaire suisse, proposée par l'association Initiative des Alpes et approuvée par le peuple et les cantons le 20 février 1994.

## Contenu
L'initiative propose d'ajouter un article 36quater à la Constitution fédérale, précisant que « La Confédération protège la zone alpine contre les effets négatifs du trafic de transit » et accordant spécifiquement la priorité au rail pour ce trafic de transit. De plus, le texte introduit une nouvelle disposition transitoire qui précise que le transfert de la route au rail doit être réalisé dans les dix ans suivant l'acceptation de l'initiative. Le texte complet de l'initiative peut être consulté sur le site de la Chancellerie fédérale.

## Déroulement

### Contexte historique
À la suite de l'accroissement important de la circulation routière à travers le massif du Saint-Gothard après l'ouverture du chemin de fer en 1882, puis de l'autoroute A2 en 1980, une association, appelée « Initiative des Alpes », est fondée le 25 février 1989 par une quarantaine de personnes dans le but de « protéger l'espace alpin contre les effets néfastes de l à circulation routière et le préserver en tant que milieu vital » : en effet, la vallée du Gothard est alors devenue l'axe de passage de 90 % du trafic routier traversant les Alpes et voit passer chaque année 1,3 million de camions, dont la moitié en transit.
En lançant l'initiative, l'association vise en particulier à  annuler la réalisation prévue de la construction d'un deuxième tunnel routier au Gothard, de l'extension de la route du col du San Bernardino et de l'aménagement d'un corridor routier permettant aux camions de 40 tonnes de traverser le pays.

### Récolte des signatures et dépôt de l'initiative
La récolte des 100 000 signatures nécessaires par le comité s'est déroulée entre le 9 mai 1989 et le 9 novembre 1990. Le 11 mai 1990, elle a été déposée à la chancellerie fédérale qui l'a déclarée valide le 8 juin 1990.

### Discussions et recommandations des autorités
Le parlement et par le Conseil fédéral ont recommandé le rejet de cette initiative sans proposer de contre-projet. Dans son message, le Conseil fédéral précise en outre que cette initiative « enfreint des accords bilatéraux et multilatéraux en matière de transports et d'échanges et viole l'important principe de non-discrimination à l'égard des étrangers ».

### Votation
Soumise à la votation le 20 février 1994, l'initiative est acceptée par 13 6/2 cantons et par 51,9 % des suffrages exprimés. Le tableau ci-dessous détaille les résultats par cantons :
Le net rejet de l'initiative par le canton du Valais, pourtant canton alpin et directement concerné, est du en particulier à l'information, transmise pendant la campagne par le ministre des transports Adolf Ogi, voulant que la construction de la dernière partie de l'autoroute A9 entre Sierre et Brigue soit remise en cause en cas d'acceptation de l'initiative.

## Effets
Une semaine après la votation, une interpellation urgente déposée par le Conseiller national Walter Schmied demande au Conseil fédéral de se prononcer sur les effets prévus de l'acceptation de l'initiative. Dans sa réponse, le gouvernement précise qu'« un important travail d'information et d'explication sera nécessaire tant au niveau politique que technique » pour expliquer ce vote aux pays voisins « dans la mesure où la liberté de choix du mode de transport représente l'un des piliers de la politique des transports de l'UE et de ses Etats membres ». Quelques mois plus tard, devant les difficultés rencontrées dans la mise en œuvre de l'application de cette initiative, une initiative parlementaire est déposée au Conseil national par Paul Schmidhalter pour déclarer caducs les articles constitutionnels modifiés par le texte de l'initiative ; cette proposition n'est cependant pas suivie.
Couplé au refus populaire, en 2004, de la construction d'un deuxième tunnel routier du Saint-Gothard et à l'acceptation de la redevance sur le trafic des poids lourds liée aux prestations (RPLP) en 1998, cette initiative va pousser le gouvernement à confirmer la priorité donnée aux travaux ferroviaires de traversées des Alpes, en particulier les tunnels de base du Loetschberg et du Saint-Gothard.